# Kabupaten Kapuas
Kabupaten Kapuas är ett kabupaten i Indonesien.   Det ligger i provinsen Kalimantan Tengah, i den nordvästra delen av landet, 1 000 km nordost om huvudstaden Jakarta. Antalet invånare är 329 646.